# オペレーション・ブレッシング
オペレーション・ブレッシング（Operation Blessing, OB）は、米国で設立された非営利の人道支援団体である。 1978年以降、OBは90を超える国と地域で活動してきた。災害救援、医療援助、安全に管理されたきれいな水の提供、飢餓救済、地域開発、孤児支援を提供するプログラムを実施している。

## 歴史
オペレーション・ブレッシングは、1978年11月14日、ビジネスマンおよびテレビ伝道者であったパット・ロバートソンによって設立された。彼が毎日出演していたテレビ番組「The 700 Club」の視聴者から寄せられた衣類や家電製品、車などの寄付品を支援要請とマッチングさせることにより、困難な状況にある個人や家族を支援した。 また、地元の教会や他の組織と連携して、マッチングファンドプログラムを拡大し、低所得世帯への食糧提供や経済的支援も開始した。 1990年、個人に対する支援から、地元の省庁、食料配給所、避難所とのパートナーシップを通じて地域社会に幅広い影響を与える米国全土のアウトリーチセンターへの資金援助に移行し始めた。国際的には、医療、飢餓、災害救援活動を拡大し続け、1986年にOperation Blessing International Relief and Development Corporationとして、米国非営利団体として正式に設立された。

## 活動
公式ウェブサイトによると、オペレーション・ブレッシングの使命は、「...米国および世界中の人間の窮乏と苦しみを軽減することによって、神の愛を示すこと」である。世界中の数十か国で継続的に運営されており、戦略的な災害救援、医療援助、飢餓救済、安全に管理されたきれいな水の提供、地域開発を提供するプログラムを実施している。

### 災害救援
災害救援では、米国ネブラスカ州の深刻な洪水、アラバマ州の竜巻、2018年にフロリダ州およびノースカロライナ州で発生したハリケーン・マイケルおよびハリケーン・フローレンスの犠牲者に対する救援活動に携わった。また、ベネズエラの人道危機の犠牲者および2019年に東アフリカで発生したサイクロン・イダイの犠牲者を支援した。
ラテンアメリカとカリブ海でのジカウイルス発生を受けて、昆虫がウイルスを広範囲に拡散する前に、幼生のカメ、魚、カイアシ類を使って蚊の幼虫を食べさせた。また、教育、蚊帳、防虫剤の配布を通じてジカ熱の蔓延と闘い、最も脆弱な女性、特に妊婦とその胎児を保護した。
2015年4月のネパール地震、2014年の西アフリカでのエボラウイルスの流行 、2013年のフィリピンの台風ハイエン、 2013年のオクラホマ州のムーア竜巻、2013年 11月17日にイリノイ州で発生した竜巻、ハリケーン・サンディおよびアイザック、 2011年の日本の東北地方太平洋沖地震および竜巻、  2011年のアフリカの角の飢饉、ヴァージニア州、アラバマ州、ミズーリ州の2011年の竜巻、2010〜2011年のハイチのコレラの発生 および2010年のハイチ地震などにも支援を提供した。
さらに、紛争下におけるイラク、シリア、イスラエル、南スーダン、マリ、ソマリア  、レバノン に対し、救援と復興に資金を提供した。
それ以前には、 2004年のインド洋地震（インドネシアの津波） や、ハリケーン・カトリーナの影響を受けた地域での復旧活動  ニジェールの食糧危機 に際しても支援を提供した。

### 医療援助
医療チームが、世界中の貧しい家族に無料の医療（一般的な医療、光学、歯科、外科サービス）と薬を提供している。また、農村部の病気の予防と発見を支援するコミュニティヘルスワーカーのチームを育成しているほか、マラリアを媒介する蚊に刺されるリスクを減らすために、子供や妊婦に殺虫剤処理された蚊帳の配布を行っている。

### 安全に管理されたきれいな水
貧しい地域で井戸を掘削して、村人が利用できるきれいな水源を提供し、多くの水系感染症を防ぎ、女性と子供が水汲みに費やす時間を減らしている。井戸がない高地では、オペレーション・ブレッシングが設置した貯水槽が雨水を集めて貯水する。 また、1日に最大10,000ガロンの水を浄化する大規模な浄水システムを設置し、災害時や病院などの大規模な地域でよく使用されている。
また、南スーダン首都ジュバ最大の病院や、ハイチのミバレ病院などの病院への給水を消毒する塩素も製造している。余剰の塩素は、リベリアでのエボラとの戦いに資する。また一部の発展途上国では、PackH2Oウォーターバックパックを配布、地方のコミュニティの給水システムを設置、および淡水化技術を使用して海水を飲料水に変えるなどの活動を行なっている。

### 飢餓救済
米国では、HungerStrike Forceトラックが、毎週平均約200万ポンドの食料と製品を、アメリカ全土の地方の省庁、食料配給所、避難所などに届けている。国際的には、オペレーション・ブレッシングの食糧配給は、危機に瀕している子供や家族に緊急の食糧救済を提供することにより、飢餓と闘い、栄養失調を減らすのに役立っている。さらに、穀物銀行、農業訓練、養魚場などの食料安全保障の取り組みは、干ばつ、飢饉、貧困の影響を受けている地域での長期的な飢餓救済の確立に資する 。

### 零細企業
零細企業のプロジェクトとローンは、ホンジュラス、フィリピン、ペルー、インドなどの国で中小企業を開くために必要な市場性のある仕事のスキルとリソースを男性と女性に提供するのに役立っています。電気工事や製パンのスキルトレーニングコース、菜園や縫製センターなどのコミュニティ開発イニシアチブは、貧しい家族の生活条件を改善し、より強化されたコミュニティ開発に役立っている。

### 脆弱な子供たち
Bless-A-Childプログラムは、脆弱な子供たちに栄養、教育、医療などを提供すると同時に、 HIV / AIDS孤児、貧困下に暮らすストリートチルドレン、人身売買から救出された子供たちを支援している。

## パートナーシップ
米国ミネソタ州のメイヨー・クリニック、インターナショナルジャスティスミッション、フリー車椅子ミッション、タイドロードオブホープなど、他の多くの組織や非営利団体と提携している。 また、カンザスシティ・チーフス、カンザスシティ・ロイヤルズ、ワシントン・コマンダース、ジャクソンビル・ジャガーズなどのプロスポーツチームと協働して、毎年食糧配給を実施している。

## 提携
オペレーション・ブレッシングは、米国の福音救済開発機構協会（AERDO） メンバーであり、連邦緊急事態管理庁（FEMA） および米国国際開発庁（USAID）に登録されている。災害で活動する全国ボランティア組織（NVOAD）、複合連邦キャンペーン（CFC）、キリスト教奉仕慈善団体、アメリカキリスト教奉仕組織（CSOA）、グローバル慈善ネットワーク、バージニアトラック協会、アメリカトラック協会（ATA） の米国ナショナルメンバーである。

## アカウンタビリティ
オペレーション・ブレッシングは、米国 Evangelical Council for Financial Accountability （ECFA）のメンバーであり、KPMG、LLPによって毎年監査されている。

## 論争（翻訳中）
1994年にルワンダからザイールへの難民の空輸を支援するためにオペレーション・ブレッシングへの現金寄付のため、テレビで感情的な嘆願をした後、バージニアパイロットの記者によって、オペレーション・ブレッシングの飛行機がダイヤモンド採掘設備を輸送していることが後に発覚した。ロバートソンが所有するアフリカ開発公社のために、ロバートソンが1993年の初めに友だちになったザイールの独裁者、モブツ・セセ・セコと協力してベンチャー企業を設立した  。オペレーション・ブレッシング内部の文書によると、ロバートソンはオペレーション・ブレッシングの空輸に使用される飛行機を個人的に所有していた 。
ロバートソンは、1994年の大虐殺の後、ルワンダへの援助を提供することに責任があると述べ続けている。 The Guardianの2013年9月の記事によると、オペレーション・ブレッシングのボランティアはすべて、死にゆく難民の聖書箇所を暗唱するだけでした。ロバートソンは、国境なき医師団によって実際に行われた仕事の功績を認められたと非難された。
```
1999年の報告書は、ロバートソンのオペレーション・ブレッシングへの寄付の要請は誤解を招くものでしたが、意図的に詐欺を企てたものではないと結論付けた 
[
32
]
。
```

2013年12月、ガーディアンはオペレーション・ブレッシングに謝罪し、多くの告発を撤回し、オペレーション・ブレッシングの不正行為を明らかにしたさらなる報告に言及しなかったことを認め、オペレーション・ブレッシングの「フィリピンの台風の犠牲者への救援活動」に寄付することに同意した。

## 日本における活動
日本では東日本大震災の際に現地入りし、被災者への支援活動を行った。その後、西日本豪雨、熊本地震、北海道胆振東部地震、熱海土石流といった国内の緊急災害・生活復旧支援を行いながら、生活困窮者や独居高齢者の孤立防止へ向けた市民ソーシャルワーカー育成事業も展開している。またOBJニュースと題して、米国CBN（クリスチャン・ブロードキャスティング・ネットワーク）の情報の翻訳を一部提供している。